# 우르바노 나바레테 코르테스
우르바노 나바레테 코르테스(스페인어: Urbano Navarrete Cortés, 1920년 5월 25일 - 2010년 11월 22일)는 교황청립 그레고리오 대학교의 총장을 지낸 교회법 전문가이자 저술가로서 예수회 소속이다. 2007년 교황 베네딕토 16세에 의해 88세의 나이에 추기경으로 서임되었다. 이미 정년인 80세를 넘은 나이에 주교도 아니었던 그가 추기경이 된 것은 이전 교황들이 세워놓은 전례를 따른 것으로, 교회를 위해 중요한 공로를 세운 노년의 사제들을 치하하고자 하는 것이다.

## 약력
나바레테 코르테스는 스페인 테루엘 주 카마레나 데 라 시에라에서 태어났다. 그의 부친은 호세 나바레테 에스테반이었다. 나바레테 코르테스는 1937년 6월 20일 예수회에 입회하였다. 그리고 철학과 신학 자격증을 취득한 후에 교회법 관련 박사학위를 받았다. 나바레테는 세계 성체 대회 기간 중인 1952년 5월 31일 사제품을 받았다. 세계적으로 유명한 교회법학자인 그는 1980년 신학교 교장으로 임명되기 전까지 교황청립 그레고리오 대학교의 교회법 교수단 학장으로 근무하였다. 나바레테는 1994년 교황청립 살라망카 대학교로부터 명예박사 칭호를 받고 교황청 경신성사성의 고문으로 임용되었다.
2007년 10월 17일 교황 베네딕토 16세는 나바레테를 추기경에 임명하였다. 교황은 나바레테의 그간 공로를 인정하여 특별히 주교품을 받은 자만이 추기경에 서임될 수 있다는 조건을 예외적으로 없애고 2007년 11월 24일 성 베드로 대성전에서 그를 산 폰치아노 성당의 부제급 추기경으로 서임하였다.
2010년 11월 22일 선종하였다. 향년 91세